# Copa Africana de Naciones 2019
La Copa Africana de Naciones de 2019 fue la 32.ª edición del mayor torneo internacional de selecciones del continente africano organizado por la Confederación Africana de Fútbol (CAF). La competencia se llevó a cabo en Egipto del 21 de junio al 19 de julio de 2019, según la decisión del Comité Ejecutivo de la CAF el 20 de julio de 2017 para trasladar la Copa de África de Naciones de enero/febrero a junio/julio por primera vez. También fue la primera Copa Africana de Naciones expandida de 16 a 24 equipos.
Camerún había resultado electo para organizar el torneo, sin embargo, el 30 de noviembre de 2018 se anunció el retiro de la sede a los cameruneses. La decisión fue tomada como consecuencia del auge de Boko Haram en el país y la crisis social vigente en las regiones anglófonas del mismo estado. Finalmente, el comité de disciplina de la CAF anunció que Egipto acogería la Copa Africana de Naciones en reemplazo de Camerún.

## Elección del país anfitrión
El 23 de septiembre de 2013 la Confederación Africana de Fútbol (CAF) abrió el proceso de recepción de las candidaturas por parte de las asociaciones miembro interesadas en organizar la Copa Africana de 2019 o la del año 2021. La fecha límite para la entrega de las candidaturas fue fijada para el 25 de noviembre del mismo año.
Por primera vez en la historia de la Copa Africana de Naciones fueron 24 los equipos que tomaron parte en la competición; hasta la edición anterior eran 16 las selecciones que participaban en el torneo.
Culminado el plazo, la CAF anunció a los seis países que presentaron su candidatura para la Copa Africana de 2019: Gabón, Argelia, Costa de Marfil, República Democrática del Congo, Guinea y Zambia. Sin embargo, luego de una reunión del Comité Ejecutivo de la CAF realizada el 24 de enero de 2014 en Cape Town, la lista anterior fue modificada y Camerún ingresó reemplazando a Gabón. Entonces el ente rector del fútbol africano oficializó las 6 candidaturas finales:
Con los seis países aspirantes confirmados, la CAF inició en abril de 2014 el periodo de inspección de las ciudades propuestas por cada nación candidata. Una delegación constituida por el comité ejecutivo de la CAF inspeccionó instalaciones hoteleras, centros médicos, aeropuertos, campos de entrenamiento y estadios, así como vías de transporte y comunicaciones. El primer país visitado fue Guinea y se continuó de acuerdo al siguiente cronograma:
| País            | Fecha de inspección        | Ciudades visitadas                                   | Ref.          |
| --------------- | -------------------------- | ---------------------------------------------------- | ------------- |
| Guinea          | 7 de abril - 12 de abril   | Labe, Kankan, Nzerekore y Conakri                    | [ 15 ]        |
| Costa de Marfil | 13 de abril - 18 de abril  | Bouake, Korhogo, San Pedro, Abiyán y Yamoussoukro    | [ 15 ] [ 16 ] |
| Argelia         | 6 de mayo - 11 de mayo     | Argel, Oran, Blida y Annaba                          | [ 17 ]        |
| Camerún         | 13 de mayo - 17 de mayo    | Yaundé, Douala, Garoua, Bafoussam y Limbe/Buea       | [ 18 ]        |
| Zambia          | 9 de agosto - 17 de agosto | Lusaka, Ndola, Chingola, Chililabombwe y Livingstone | [ 19 ] [ 20 ] |

En julio de 2014, la República Democrática del Congo anunció la renuncia a su candidatura, por lo que la inspección a dicho país, prevista para los primeros días de agosto, fue cancelada. Finalmente, el 20 de septiembre de 2014, tras una reunión en Addis Ababa, el Comité Ejecutivo de la CAF designó a Camerún como organizador de la Copa Africana de Naciones 2019 y a Costa de Marfil para la Copa Africana de Naciones 2021. Además, se anunció, de manera inesperada, a Guinea como sede de la Copa Africana de Naciones 2023.
| Candidaturas oficiales para la CAN 2019 y 2021 | Candidaturas oficiales para la CAN 2019 y 2021 |
| Países | Torneos CAN organizados anteriormente          |
| --- | ---------------------------------------------- |
| Argelia | 1990                                           |
| Camerún | 1972                                           |
| Costa de Marfil | 1984                                           |
| Guinea | Ninguno                                        |
| Rep. Democrática del Congo | Ninguno                                        |
| Zambia | Ninguno                                        |
| – Candidatura ganadora. – Candidatura elegida para la CAN 2021. – Candidatura elegida para la CAN 2023. – Candidatura desestimada. – Candidatura retirada. |                                                |
| Fecha de elección: 20 de septiembre de 2014 |                                                |

Luego de darse a conocer el retiro de la sede a Camerún, se abrió un nuevo proceso para determinar al organizador sustituto del evento. Siendo Egipto, Marruecos y Sudáfrica las primeras candidaturas presentadas para continuar con el torneo.

## Organización

### Sedes
El 17 de febrero de 2019, Egipto confirmó que solo se utilizarán seis estadios para el desarrollo del torneo. Las seis sedes son el Estadio Internacional, el Estadio 30 de Junio y el Estadio Al-Salam, los tres de la ciudad de El Cairo, el Estadio de Alejandría, el Estadio de Ismailia y finalmente el Estadio de Suez. Otros estadios previamente considerados que al final no fueron seleccionados fueron el Estadio Borg El Arab en Alejandría, el Estadio de Port Said, el Estadio Osman Ahmed Osman de El Cairo y el Estadio Internacional Mubarak de la ciudad de Suez.
| El Cairo Alejandría Ismailía Suez | El Cairo                                | El Cairo                              | El Cairo                           |
| El Cairo Alejandría Ismailía Suez | Estadio Internacional Capacidad: 74 100 | Estadio 30 de Junio Capacidad: 30 000 | Estadio Al-Salam Capacidad: 30 000 |
| El Cairo Alejandría Ismailía Suez |                                         |                                       |                                    |
| El Cairo Alejandría Ismailía Suez | Alejandría                              | Ismailía                              | Suez                               |
| El Cairo Alejandría Ismailía Suez | Estadio de Alejandría Capacidad: 20 240 | Estadio de Ismailia Capacidad: 18 500 | Estadio de Suez Capacidad: 27 000  |
| El Cairo Alejandría Ismailía Suez |                                         |                                       |                                    |

### Formato de competición
Solo los anfitriones recibirán un lugar de calificación automático, los otros 23 equipos se clasificarán a través de un torneo de calificación. En definitiva, los 24 equipos se dividirán en seis grupos de cuatro equipos cada uno. Los equipos en cada grupo juegan una sola ronda. Después de la fase de grupos, los dos mejores equipos y los cuatro mejores terceros equipos avanzarán a los octavos de final. Los ganadores avanzarán a los cuartos de final. Los ganadores de los cuartos de final avanzarán a las semifinales. Los perdedores de semifinal jugarán por el tercer lugar, mientras que los ganadores de semifinal jugarán en la final.

## Clasificación
| Clasificado | Eliminado |

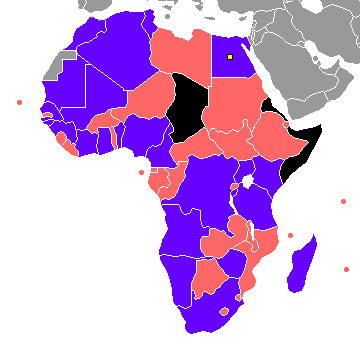
Situación de los países respecto a la clasificación.
Clasificado
Eliminado
Con posibilidades de clasificar
Retirado, descalificado o no participó
No es parte de CAF

El proceso de clasificación para la trigésima segunda edición de la Copa Africana de Naciones comenzó el 22 de marzo de 2017 y culminó el 24 de marzo de 2019, en ella participan 51 de las 56 asociaciones afiliadas a la CAF, las selecciones de Eritrea, Somalia y Chad no participaron en el torneo mientras que Zanzíbar y Reunión no lo hicieron por el estatus que sus asociaciones de fútbol tienen en la CAF. El torneo consta de una fase de grupos y una fase preliminar. En la fase preliminar participan los peores 6 equipos, los cuales son divididos entre llaves a partido de ida y vuelta donde los tres ganadores pasan a la fase de grupos. En la fase de grupos los 48 países participantes se dividieron en 12 grupos de 4 equipos cada uno, incluida la (al momento del sorteo) sede, Camerún, cuyo grupo tenía un formato especial para las clasificatorias; Si Camerún era líder de su grupo sólo el segundo lugar clasificaba directamente al torneo y los otros dos quedaban eliminados, si Camerún terminaba segundo sólo el líder del grupo clasificaba directamente al torneo, y si Camerún era tercero o cuarto, el primer lugar del grupo clasificaba directamente al torneo. Una vez que Egipto fue elegido como nueva sede para el torneo, este formato pasó al grupo J, siendo Túnez el único clasificado del grupo como líder. El grupo B se mantuvo entonces con el formato normal, clasificándose Marruecos y Camerún. Los 2 primeros de cada grupo clasificarán a la fase final de la Copa Africana de Naciones 2019.
El sorteo de la fase de clasificación tuvo lugar el 12 de enero de 2017.

## Equipos participantes
En cursiva los países debutantes en la competición.
| Equipos participantes | Equipos participantes | Equipos participantes | Equipos participantes |
| --------------------- | --------------------- | --------------------- | --------------------- |
| Angola                | Egipto                | Malí                  | Senegal               |
| Argelia               | Ghana                 | Marruecos             | Sudáfrica             |
| Benín                 | Guinea                | Mauritania            | Tanzania              |
| Burundi               | Guinea-Bisáu          | Namibia               | Túnez                 |
| Camerún               | Kenia                 | Nigeria               | Uganda                |
| Costa de Marfil       | Madagascar            | RD Congo              | Zimbabue              |

### Sorteo
El sorteo se realizó el 12 de abril de 2019, frente al histórico complejo de la Esfinge y Pirámides de Guiza, en El Cairo, Egipto.
| Bombo 1                                                                                  | Bombo 2                                                                             | Bombo 3                                                                             | Bombo 4                                                                                   |
| ---------------------------------------------------------------------------------------- | ----------------------------------------------------------------------------------- | ----------------------------------------------------------------------------------- | ----------------------------------------------------------------------------------------- |
| Egipto (57) (anfitrión) Camerún (54) Senegal (23) Túnez (28) Nigeria (42) Marruecos (45) | R. D. Congo (46) Ghana (49) Malí (65) Costa de Marfil (65) Guinea (68) Argelia (70) | Sudáfrica (73) Uganda (79) Benín (91) Mauritania (103) Madagascar (107) Kenia (108) | Zimbabue (110) Namibia (113) Guinea-Bisáu (118) Angola (122) Tanzania (131) Burundi (136) |

## Fase de grupos
- Las horas indicadas en los partidos corresponden al huso horario local de Egipto: (UTC+2).

### Grupo A
| Equipo      | Pts | PJ | PG | PE | PP | GF | GC | Dif |
| ----------- | --- | -- | -- | -- | -- | -- | -- | --- |
| Egipto      | 9   | 3  | 3  | 0  | 0  | 5  | 0  | 5   |
| Uganda      | 4   | 3  | 1  | 1  | 1  | 3  | 3  | 0   |
| R. D. Congo | 3   | 3  | 1  | 0  | 2  | 4  | 4  | 0   |
| Zimbabue    | 1   | 3  | 0  | 1  | 2  | 1  | 6  | -5  |

| 21 de junio de 2019, 22:00 | Egipto        | 1:0 (1:0) | Zimbabue | Estadio Internacional, El Cairo                           |                                                           |
|                            | Trézéguet 41' | Reporte   |          | Asistencia: 73 299 espectadores Árbitro(s): Alioum Alioum | Asistencia: 73 299 espectadores Árbitro(s): Alioum Alioum |

| 22 de junio de 2019, 16:30 | República Democrática del Congo | 0:2 (0:1) | Uganda               | Estadio Internacional, El Cairo                          |                                                          |
|                            |                                 | Reporte   | Kaddu 14' · Okwi 48' | Asistencia: 1083 espectadores Árbitro(s): Rédouane Jiyed | Asistencia: 1083 espectadores Árbitro(s): Rédouane Jiyed |

| 26 de junio de 2019, 19:00 | Uganda   | 1:1 (1:1) | Zimbabue    | Estadio Internacional, El Cairo                                |                                                                |
|                            | Okwi 12' | Reporte   | Billiat 40' | Asistencia: 73 589 espectadores Árbitro(s): Eric Otogo-Castane | Asistencia: 73 589 espectadores Árbitro(s): Eric Otogo-Castane |

| 26 de junio de 2019, 22:00 | Egipto                       | 2:0 (2:0) | República Democrática del Congo | Estadio Internacional, El Cairo                          |                                                          |
|                            | Al-Muhammadi 25' · Salah 43' | Reporte   |                                 | Asistencia: 74 219 espectadores Árbitro(s): Victor Gomes | Asistencia: 74 219 espectadores Árbitro(s): Victor Gomes |

| 30 de junio de 2019, 21:00 | Uganda | 0:2 (0:2) | Egipto                         | Estadio Internacional, El Cairo                              |                                                              |
|                            |        | Reporte   | Salah 36' · Al-Muhammadi 45+1' | Asistencia: 74 566 espectadores Árbitro(s): Maguette N'Diaye | Asistencia: 74 566 espectadores Árbitro(s): Maguette N'Diaye |

| 30 de junio de 2019, 21:00 | Zimbabue | 0:4 (0:2) | República Democrática del Congo                        | Estadio 30 de Junio, El Cairo                              |                                                            |
|                            |          | Reporte   | Bolingi 4' · Bakambu 34' 65' (pen.) · Assombalonga 78' | Asistencia: 4364 espectadores Árbitro(s): Mustapha Ghorbal | Asistencia: 4364 espectadores Árbitro(s): Mustapha Ghorbal |

### Grupo B
| Equipo     | Pts | PJ | PG | PE | PP | GF | GC | Dif |
| ---------- | --- | -- | -- | -- | -- | -- | -- | --- |
| Madagascar | 7   | 3  | 2  | 1  | 0  | 5  | 2  | 3   |
| Nigeria    | 6   | 3  | 2  | 0  | 1  | 2  | 2  | 0   |
| Guinea     | 4   | 3  | 1  | 1  | 1  | 4  | 3  | 1   |
| Burundi    | 0   | 3  | 0  | 0  | 3  | 0  | 4  | -4  |

| 22 de junio de 2019, 19:00 | Nigeria    | 1:0 (0:0) | Burundi | Estadio de Alejandría, Alejandría                         |                                                           |
|                            | Ighalo 77' | Reporte   |         | Asistencia: 3192 espectadores Árbitro(s): Bernard Camille | Asistencia: 3192 espectadores Árbitro(s): Bernard Camille |

| 22 de junio de 2019, 22:00 | Guinea                | 2:2 (1:0) | Madagascar              | Estadio de Alejandría, Alejandría                   |                                                     |
|                            | Kaba 34' · Kamano 66' | Reporte   | Anicet 49' · Andria 55' | Asistencia: 5342 espectadores Árbitro(s): Amin Omar | Asistencia: 5342 espectadores Árbitro(s): Amin Omar |

| 26 de junio de 2019, 16:30 | Nigeria    | 1:0 (0:0) | Guinea | Estadio de Alejandría, Alejandría                                      |                                                                        |
|                            | Omeruo 73' | Reporte   |        | Asistencia: 10 388 espectadores Árbitro(s): Helder Martins de Carvalho | Asistencia: 10 388 espectadores Árbitro(s): Helder Martins de Carvalho |

| 27 de junio de 2019, 16:30 | Madagascar        | 1:0 (0:0) | Burundi | Estadio de Alejandría, Alejandría                        |                                                          |
|                            | Ilaimaharitra 76' | Reporte   |         | Asistencia: 4900 espectadores Árbitro(s): Haythem Guirat | Asistencia: 4900 espectadores Árbitro(s): Haythem Guirat |

| 30 de junio de 2019, 18:00 | Madagascar                     | 2:0 (1:0) | Nigeria | Estadio de Alejandría, Alejandría                        |                                                          |
|                            | Nomenjanahary 13' · Andria 53' | Reporte   |         | Asistencia: 9895 espectadores Árbitro(s): Bakary Gassama | Asistencia: 9895 espectadores Árbitro(s): Bakary Gassama |

| 30 de junio de 2019, 18:00 | Burundi | 0:2 (0:1) | Guinea          | Estadio Al-Salam, El Cairo                                      |                                                                 |
|                            |         | Reporte   | Yattara 25' 52' | Asistencia: 5753 espectadores Árbitro(s): Noureddine El Jaafari | Asistencia: 5753 espectadores Árbitro(s): Noureddine El Jaafari |

### Grupo C
| Equipo   | Pts | PJ | PG | PE | PP | GF | GC | Dif |
| -------- | --- | -- | -- | -- | -- | -- | -- | --- |
| Argelia  | 9   | 3  | 3  | 0  | 0  | 6  | 0  | 6   |
| Senegal  | 6   | 3  | 2  | 0  | 1  | 5  | 1  | 4   |
| Kenia    | 3   | 3  | 1  | 0  | 2  | 3  | 7  | -4  |
| Tanzania | 0   | 3  | 0  | 0  | 3  | 2  | 8  | -6  |

| 23 de junio de 2019, 19:00 | Senegal                | 2:0 (1:0) | Tanzania | Estadio 30 de Junio, El Cairo                         |                                                       |
|                            | Baldé 28' · Diatta 64' | Reporte   |          | Asistencia: 7249 espectadores Árbitro(s): Sadok Selmi | Asistencia: 7249 espectadores Árbitro(s): Sadok Selmi |

| 23 de junio de 2019, 22:00 | Argelia                           | 2:0 (2:0) | Kenia | Estadio 30 de Junio, El Cairo                             |                                                           |
|                            | Bounedjah 34' (pen.) · Mahrez 43' | Reporte   |       | Asistencia: 8071 espectadores Árbitro(s): Mahamadou Keita | Asistencia: 8071 espectadores Árbitro(s): Mahamadou Keita |

| 27 de junio de 2019, 19:00 | Senegal | 0:1 (0:0) | Argelia     | Estadio 30 de Junio, El Cairo                             |                                                           |
|                            |         | Reporte   | Belaïli 49' | Asistencia: 25 765 espectadores Árbitro(s): Janny Sikazwe | Asistencia: 25 765 espectadores Árbitro(s): Janny Sikazwe |

| 27 de junio de 2019, 22:00 | Kenia                      | 3:2 (1:2) | Tanzania               | Estadio 30 de Junio, El Cairo                             |                                                           |
|                            | Olunga 39' 80' · Omolo 62' | Reporte   | Msuva 6' · Samatta 40' | Asistencia: 7233 espectadores Árbitro(s): Ahmad Heeralall | Asistencia: 7233 espectadores Árbitro(s): Ahmad Heeralall |

| 1 de julio de 2019, 21:00 | Kenia | 0:3 (0:0) | Senegal                        | Estadio 30 de Junio, El Cairo                            |                                                          |
|                           |       | Reporte   | Sarr 63' · Mané 71' 78' (pen.) | Asistencia: 13 224 espectadores Árbitro(s): Ghead Grisha | Asistencia: 13 224 espectadores Árbitro(s): Ghead Grisha |

| 1 de julio de 2019, 21:00 | Tanzania | 0:3 (0:3) | Argelia                       | Estadio Al-Salam, El Cairo                                      |                                                                 |
|                           |          | Reporte   | Slimani 34' · Ounas 39' 45+1' | Asistencia: 8921 espectadores Árbitro(s): Andofetra Rakotojaona | Asistencia: 8921 espectadores Árbitro(s): Andofetra Rakotojaona |

### Grupo D
| Equipo          | Pts | PJ | PG | PE | PP | GF | GC | Dif |
| --------------- | --- | -- | -- | -- | -- | -- | -- | --- |
| Marruecos       | 9   | 3  | 3  | 0  | 0  | 3  | 0  | 3   |
| Costa de Marfil | 6   | 3  | 2  | 0  | 1  | 5  | 2  | 3   |
| Sudáfrica       | 3   | 3  | 1  | 0  | 2  | 1  | 2  | -1  |
| Namibia         | 0   | 3  | 0  | 0  | 3  | 1  | 6  | -5  |

| 23 de junio de 2019, 16:30 | Marruecos           | 1:0 (0:0) | Namibia | Estadio Al-Salam, El Cairo                                 |                                                            |
|                            | Keimuine 89' (a.g.) | Reporte   |         | Asistencia: 6857 espectadores Árbitro(s): Louis Hakizimana | Asistencia: 6857 espectadores Árbitro(s): Louis Hakizimana |

| 24 de junio de 2019, 16:30 | Costa de Marfil | 1:0 (0:0) | Sudáfrica | Estadio Al-Salam, El Cairo                                 |                                                            |
|                            | Kodjia 65'      | Reporte   |           | Asistencia: 4961 espectadores Árbitro(s): Mustapha Ghorbal | Asistencia: 4961 espectadores Árbitro(s): Mustapha Ghorbal |

| 28 de junio de 2019, 19:00 | Marruecos     | 1:0 (1:0) | Costa de Marfil | Estadio Al-Salam, El Cairo                                |                                                           |
|                            | En-Nesyri 23' | Reporte   |                 | Asistencia: 27 500 espectadores Árbitro(s): Alioum Alioum | Asistencia: 27 500 espectadores Árbitro(s): Alioum Alioum |

| 28 de junio de 2019, 22:00 | Sudáfrica | 1:0 (0:0) | Namibia | Estadio Al-Salam, El Cairo                          |                                                     |
|                            | Zungu 68' | Reporte   |         | Asistencia: 16 090 espectadores Árbitro(s): Issa Sy | Asistencia: 16 090 espectadores Árbitro(s): Issa Sy |

| 1 de julio de 2019, 18:00 | Sudáfrica | 0:1 (0:0) | Marruecos     | Estadio Al-Salam, El Cairo                                            |                                                                       |
|                           |           | Reporte   | Boussoufa 90' | Asistencia: 12 098 espectadores Árbitro(s): Jean Jacques Ndala Ngambo | Asistencia: 12 098 espectadores Árbitro(s): Jean Jacques Ndala Ngambo |

| 1 de julio de 2019, 18:00 | Namibia      | 1:4 (0:1) | Costa de Marfil                              | Estadio 30 de Junio, El Cairo                          |                                                        |
|                           | Kamatuka 71' | Reporte   | Gradel 39' · Dié 58' · Zaha 84' · Cornet 89' | Asistencia: 7530 espectadores Árbitro(s): Peter Waweru | Asistencia: 7530 espectadores Árbitro(s): Peter Waweru |

### Grupo E
| Equipo     | Pts | PJ | PG | PE | PP | GF | GC | Dif |
| ---------- | --- | -- | -- | -- | -- | -- | -- | --- |
| Malí       | 7   | 3  | 2  | 1  | 0  | 6  | 2  | 4   |
| Túnez      | 3   | 3  | 0  | 3  | 0  | 2  | 2  | 0   |
| Angola     | 2   | 3  | 0  | 2  | 1  | 1  | 2  | -1  |
| Mauritania | 2   | 3  | 0  | 2  | 1  | 1  | 4  | -3  |

| 24 de junio de 2019, 19:00 | Túnez             | 1:1 (1:0) | Angola     | Estadio de Suez, Suez                                           |                                                                 |
|                            | Msakni 34' (pen.) | Reporte   | Campos 73' | Asistencia: 7345 espectadores Árbitro(s): Bamlak Tessema Weyesa | Asistencia: 7345 espectadores Árbitro(s): Bamlak Tessema Weyesa |

| 24 de junio de 2019, 22:00 | Malí                                                          | 4:1 (2:0) | Mauritania          | Estadio de Suez, Suez                                               |                                                                     |
|                            | Diaby 38' · Marega 45' (pen.) · N. Traoré 55' · A. Traoré 74' | Reporte   | El Hacen 71' (pen.) | Asistencia: 6202 espectadores Árbitro(s): Jean Jacques Ndala Ngambo | Asistencia: 6202 espectadores Árbitro(s): Jean Jacques Ndala Ngambo |

| 28 de junio de 2019, 16:30 | Túnez      | 1:1 (0:0) | Malí           | Estadio de Suez, Suez                                    |                                                          |
|                            | Khazri 70' | Reporte   | Samassékou 60' | Asistencia: 16 085 espectadores Árbitro(s): Joshua Bondo | Asistencia: 16 085 espectadores Árbitro(s): Joshua Bondo |

| 29 de junio de 2019, 16:30 | Mauritania | 0:0     | Angola | Estadio de Suez, Suez                                           |                                                                 |
|                            |            | Reporte |        | Asistencia: 10 120 espectadores Árbitro(s): Ibrahim Nour El Din | Asistencia: 10 120 espectadores Árbitro(s): Ibrahim Nour El Din |

| 2 de julio de 2019, 21:00 | Mauritania | 0:0     | Túnez | Estadio de Suez, Suez                                      |                                                            |
|                           |            | Reporte |       | Asistencia: 7732 espectadores Árbitro(s): Louis Hakizimana | Asistencia: 7732 espectadores Árbitro(s): Louis Hakizimana |

| 2 de julio de 2019, 21:00 | Angola | 0:1 (0:1) | Malí           | Estadio de Ismailia, Ismailía                            |                                                          |
|                           |        | Reporte   | A. Haidara 37' | Asistencia: 8135 espectadores Árbitro(s): Rédouane Jiyed | Asistencia: 8135 espectadores Árbitro(s): Rédouane Jiyed |

### Grupo F
| Equipo       | Pts | PJ | PG | PE | PP | GF | GC | Dif |
| ------------ | --- | -- | -- | -- | -- | -- | -- | --- |
| Ghana        | 5   | 3  | 1  | 2  | 0  | 4  | 2  | 2   |
| Camerún      | 5   | 3  | 1  | 2  | 0  | 2  | 0  | 2   |
| Benín        | 3   | 3  | 0  | 3  | 0  | 2  | 2  | 0   |
| Guinea-Bisáu | 1   | 3  | 0  | 1  | 2  | 0  | 4  | -4  |

| 25 de junio de 2019, 19:00 | Camerún                  | 2:0 (0:0) | Guinea-Bisáu | Estadio de Ismailia, Ismailía                                   |                                                                 |
|                            | Banana 66' · Bahoken 69' | Reporte   |              | Asistencia: 5983 espectadores Árbitro(s): Noureddine El Jaafari | Asistencia: 5983 espectadores Árbitro(s): Noureddine El Jaafari |

| 25 de junio de 2019, 22:00 | Ghana                    | 2:2 (2:1) | Benín       | Estadio de Ismailia, Ismailía                              |                                                            |
|                            | A. Ayew 9' · J. Ayew 42' | Reporte   | Poté 2' 63' | Asistencia: 8094 espectadores Árbitro(s): Youssef Essrayri | Asistencia: 8094 espectadores Árbitro(s): Youssef Essrayri |

| 29 de junio de 2019, 19:00 | Camerún | 0:0     | Ghana | Estadio de Ismailia, Ismailía                                     |                                                                   |
|                            |         | Reporte |       | Asistencia: 16 724 espectadores Árbitro(s): Bamlak Tessema Weyesa | Asistencia: 16 724 espectadores Árbitro(s): Bamlak Tessema Weyesa |

| 29 de junio de 2019, 22:00 | Benín | 0:0     | Guinea-Bisáu | Estadio de Ismailia, Ismailía                                       |                                                                     |
|                            |       | Reporte |              | Asistencia: 9212 espectadores Árbitro(s): Pacifique Ndabihawenimana | Asistencia: 9212 espectadores Árbitro(s): Pacifique Ndabihawenimana |

| 2 de julio de 2019, 18:00 | Benín | 0:0     | Camerún | Estadio de Ismailia, Ismailía                           |                                                         |
|                           |       | Reporte |         | Asistencia: 14 120 espectadores Árbitro(s): Sadok Selmi | Asistencia: 14 120 espectadores Árbitro(s): Sadok Selmi |

| 2 de julio de 2019, 18:00 | Guinea-Bisáu | 0:2 (0:0) | Ghana                    | Estadio de Suez, Suez                                        |                                                              |
|                           |              | Reporte   | J. Ayew 46' · Partey 72' | Asistencia: 6905 espectadores Árbitro(s): Eric Otogo-Castane | Asistencia: 6905 espectadores Árbitro(s): Eric Otogo-Castane |

### Mejores terceros
| Equipo      | Grupo | Pts | PJ | PG | PE | PP | GF | GC | Dif |
| ----------- | ----- | --- | -- | -- | -- | -- | -- | -- | --- |
| Guinea      | B     | 4   | 3  | 1  | 1  | 1  | 4  | 3  | 1   |
| R. D. Congo | A     | 3   | 3  | 1  | 0  | 2  | 4  | 4  | 0   |
| Benín       | F     | 3   | 3  | 0  | 3  | 0  | 2  | 2  | 0   |
| Sudáfrica   | D     | 3   | 3  | 1  | 0  | 2  | 1  | 2  | -1  |
| Kenia       | C     | 3   | 3  | 1  | 0  | 2  | 3  | 7  | -4  |
| Angola      | E     | 2   | 3  | 0  | 2  | 1  | 1  | 2  | -1  |

Los emparejamientos de los octavos de final se definirán de la siguiente manera:
- Partido 1: 2.° del grupo A v 2.° del grupo C
- Partido 2: 1.° del grupo D v 3.° del grupo B/E/F
- Partido 3: 1.° del grupo B v 3.° del grupo A/C/D
- Partido 4: 1.° del grupo F v 2.° del grupo E
- Partido 5: 1.° del grupo C v 3.° del grupo A/B/F
- Partido 6: 1.° del grupo E v 2.° del grupo D
- Partido 7: 1.° del grupo A v 3.° del grupo C/D/E
- Partido 8: 2.° del grupo B v 2.° del grupo F

Los emparejamientos de los partidos 1, 3, 4 y 5 dependen de quienes sean los terceros lugares que se clasifiquen a los octavos de final. La siguiente tabla muestra las diferentes opciones para definir a los rivales de los ganadores de los grupos A, B, C y D.
     – Combinación que se dio en esta edición.
| Si los 4 mejores terceros son de los grupos: | El 1.° del grupo A juega con: | El 1.° del grupo B juega con: | El 1.° del grupo C juega con: | El 1.° del grupo D juega con: |
| -------------------------------------------- | ----------------------------- | ----------------------------- | ----------------------------- | ----------------------------- |
| A, B, C y D                                  | 3.° del grupo C               | 3.° del grupo D               | 3.° del grupo A               | 3.° del grupo B               |
| A, B, C y E                                  | 3.° del grupo C               | 3.° del grupo A               | 3.° del grupo B               | 3.° del grupo E               |
| A, B, C y F                                  | 3.° del grupo C               | 3.° del grupo A               | 3.° del grupo B               | 3.° del grupo F               |
| A, B, D y E                                  | 3.° del grupo D               | 3.° del grupo A               | 3.° del grupo B               | 3.° del grupo E               |
| A, B, D y F                                  | 3.° del grupo D               | 3.° del grupo A               | 3.° del grupo B               | 3.° del grupo F               |
| A, B, E y F                                  | 3.° del grupo E               | 3.° del grupo A               | 3.° del grupo B               | 3.° del grupo F               |
| A, C, D y E                                  | 3.° del grupo C               | 3.° del grupo D               | 3.° del grupo A               | 3.° del grupo E               |
| A, C, D y F                                  | 3.° del grupo C               | 3.° del grupo D               | 3.° del grupo A               | 3.° del grupo F               |
| A, C, E y F                                  | 3.° del grupo C               | 3.° del grupo A               | 3.° del grupo F               | 3.° del grupo E               |
| A, D, E y F                                  | 3.° del grupo D               | 3.° del grupo A               | 3.° del grupo F               | 3.° del grupo E               |
| B, C, D y E                                  | 3.° del grupo C               | 3.° del grupo D               | 3.° del grupo B               | 3.° del grupo E               |
| B, C, D y F                                  | 3.° del grupo C               | 3.° del grupo D               | 3.° del grupo B               | 3.° del grupo F               |
| B, C, E y F                                  | 3.° del grupo E               | 3.° del grupo C               | 3.° del grupo B               | 3.° del grupo F               |
| B, D, E y F                                  | 3.° del grupo E               | 3.° del grupo D               | 3.° del grupo B               | 3.° del grupo F               |
| C, D, E y F                                  | 3.° del grupo C               | 3.° del grupo D               | 3.° del grupo F               | 3.° del grupo E               |

## Segunda fase

### Cuadro
|  | Octavos de final        | Octavos de final       |                        |       | Cuartos de final             | Cuartos de final             |                        |                        | Semifinales | Semifinales |  |  | Final | Final |
|  |                         |                        |                        |       |                              |                              |                        |                        |             |             |  |  |       |       |
|  | 5 de julio - El Cairo   |                        |                        |       |                              |                              |                        |                        |             |             |  |  |       |       |
|  |                         |                        |                        |       |                              |                              |                        |                        |             |             |  |  |       |       |
|  | Uganda                  | 0                      |                        |       |                              |                              |                        |                        |             |             |  |  |       |       |
|  | Uganda                  | 0                      | 10 de julio - El Cairo |       |                              |                              |                        |                        |             |             |  |  |       |       |
|  | Senegal                 | 1                      |                        |       |                              |                              |                        |                        |             |             |  |  |       |       |
|  | Senegal                 | 1                      | Senegal                | 1     |                              |                              |                        |                        |             |             |  |  |       |       |
|  | 5 de julio - El Cairo   |                        | Senegal                | 1     |                              |                              |                        |                        |             |             |  |  |       |       |
|  |                         | Benín                  | 0                      |       |                              |                              |                        |                        |             |             |  |  |       |       |
|  | Marruecos               | Benín                  | 0                      | 1 (1) |                              |                              |                        |                        |             |             |  |  |       |       |
|  | Marruecos               |                        | 14 de julio - El Cairo | 1 (1) |                              |                              |                        |                        |             |             |  |  |       |       |
|  | Benín (p.)              | 1 (4)                  |                        |       |                              |                              |                        |                        |             |             |  |  |       |       |
|  | Benín (p.)              | 1 (4)                  | Senegal (t. s.)        | 1     |                              |                              |                        |                        |             |             |  |  |       |       |
|  | 7 de julio - Alejandría |                        | Senegal (t. s.)        | 1     |                              |                              |                        |                        |             |             |  |  |       |       |
|  |                         | Túnez                  | 0                      |       |                              |                              |                        |                        |             |             |  |  |       |       |
|  | Madagascar (p.)         | Túnez                  | 0                      | 2 (4) |                              |                              |                        |                        |             |             |  |  |       |       |
|  | Madagascar (p.)         | 11 de julio - El Cairo |                        | 2 (4) |                              |                              |                        |                        |             |             |  |  |       |       |
|  | R. D. del Congo         | 2 (2)                  |                        |       |                              |                              |                        |                        |             |             |  |  |       |       |
|  | R. D. del Congo         | 2 (2)                  | Madagascar             | 0     |                              |                              |                        |                        |             |             |  |  |       |       |
|  | 8 de julio - Ismailía   |                        | Madagascar             | 0     |                              |                              |                        |                        |             |             |  |  |       |       |
|  |                         | Túnez                  | 3                      |       |                              |                              |                        |                        |             |             |  |  |       |       |
|  | Ghana                   | Túnez                  | 3                      | 1 (4) |                              |                              |                        |                        |             |             |  |  |       |       |
|  | Ghana                   |                        | 19 de julio - El Cairo | 1 (4) |                              |                              |                        |                        |             |             |  |  |       |       |
|  | Túnez (p.)              | 1 (5)                  |                        |       |                              |                              |                        |                        |             |             |  |  |       |       |
|  | Túnez (p.)              | 1 (5)                  | Senegal                | 0     |                              |                              |                        |                        |             |             |  |  |       |       |
|  | 8 de julio - Suez       |                        | Senegal                | 0     |                              |                              |                        |                        |             |             |  |  |       |       |
|  |                         | Argelia                | 1                      |       |                              |                              |                        |                        |             |             |  |  |       |       |
|  | Malí                    | Argelia                | 1                      | 0     |                              |                              |                        |                        |             |             |  |  |       |       |
|  | Malí                    | 11 de julio - Suez     |                        | 0     |                              |                              |                        |                        |             |             |  |  |       |       |
|  | Costa de Marfil         | 1                      |                        |       |                              |                              |                        |                        |             |             |  |  |       |       |
|  | Costa de Marfil         | 1                      | Costa de Marfil        | 1 (3) |                              |                              |                        |                        |             |             |  |  |       |       |
|  | 7 de julio - El Cairo   |                        | Costa de Marfil        | 1 (3) |                              |                              |                        |                        |             |             |  |  |       |       |
|  |                         | Argelia (p.)           | 1 (4)                  |       |                              |                              |                        |                        |             |             |  |  |       |       |
|  | Argelia                 | Argelia (p.)           | 1 (4)                  | 3     |                              |                              |                        |                        |             |             |  |  |       |       |
|  | Argelia                 |                        | 14 de julio - El Cairo | 3     |                              |                              |                        |                        |             |             |  |  |       |       |
|  | Guinea                  | 0                      |                        |       |                              |                              |                        |                        |             |             |  |  |       |       |
|  | Guinea                  | 0                      | Argelia                | 2     |                              |                              |                        |                        |             |             |  |  |       |       |
|  | 6 de julio - Alejandría |                        | Argelia                | 2     |                              |                              |                        |                        |             |             |  |  |       |       |
|  |                         | Nigeria                | 1                      |       | Partido por el tercer puesto | Partido por el tercer puesto |                        |                        |             |             |  |  |       |       |
|  | Nigeria                 | Nigeria                | 1                      | 3     | Partido por el tercer puesto | Partido por el tercer puesto |                        |                        |             |             |  |  |       |       |
|  | Nigeria                 | 10 de julio - El Cairo | 10 de julio - El Cairo | 3     |                              |                              | 17 de julio - El Cairo | 17 de julio - El Cairo |             |             |  |  |       |       |
|  | Camerún                 | 10 de julio - El Cairo | 10 de julio - El Cairo | 2     |                              |                              | 17 de julio - El Cairo | 17 de julio - El Cairo |             |             |  |  |       |       |
|  | Camerún                 | Nigeria                | 2                      | 2     | Túnez                        | 0                            |                        |                        |             |             |  |  |       |       |
|  | 6 de julio - El Cairo   | Nigeria                | 2                      |       | Túnez                        | 0                            |                        |                        |             |             |  |  |       |       |
|  |                         | Sudáfrica              | 1                      |       | Nigeria                      | 1                            |                        |                        |             |             |  |  |       |       |
|  | Egipto                  | Sudáfrica              | 1                      | 0     | Nigeria                      | 1                            |                        |                        |             |             |  |  |       |       |
|  | Egipto                  |                        |                        | 0     |                              |                              |                        |                        |             |             |  |  |       |       |
|  | Sudáfrica               | 1                      |                        |       |                              |                              |                        |                        |             |             |  |  |       |       |
|  | Sudáfrica               | 1                      |                        |       |                              |                              |                        |                        |             |             |  |  |       |       |

### Octavos de final
| 5 de julio de 2019, 18:00 | Marruecos                    | 1:1 (1:1, 0:0) (t. s.)(1:4 p.) | Benín                           | Estadio Al-Salam, El Cairo                                           |                                                                      |
|                           | En-Nesyri 76'                | Reporte                        | Adilehou 53'                    | Asistencia: 7500 espectadores Árbitro(s): Helder Martins de Carvalho | Asistencia: 7500 espectadores Árbitro(s): Helder Martins de Carvalho |
|                           |                              | Tiros desde el punto penal     |                                 |                                                                      |                                                                      |
|                           | Idrissi · Boufal · En-Nesyri |                                | Verdon · Djigla · Anaane · Mama |                                                                      |                                                                      |

| 5 de julio de 2019, 21:00 | Uganda | 0:1 (0:1) | Senegal  | Estadio Internacional, El Cairo                            |                                                            |
|                           |        | Reporte   | Mané 15' | Asistencia: 6950 espectadores Árbitro(s): Mustapha Ghorbal | Asistencia: 6950 espectadores Árbitro(s): Mustapha Ghorbal |

| 6 de julio de 2019, 19:00 | Nigeria                    | 3:2 (1:2) | Camerún                 | Estadio de Alejandría, Alejandría                        |                                                          |
|                           | Ighalo 19' 63' · Iwobi 66' | Reporte   | Bahoken 41' · N'Jie 44' | Asistencia: 10 000 espectadores Árbitro(s): Joshua Bondo | Asistencia: 10 000 espectadores Árbitro(s): Joshua Bondo |

| 6 de julio de 2019, 21:00 | Egipto | 0:1 (0:0) | Sudáfrica | Estadio Internacional, El Cairo                                |                                                                |
|                           |        | Reporte   | Lorch 85' | Asistencia: 75 000 espectadores Árbitro(s): Eric Otogo-Castane | Asistencia: 75 000 espectadores Árbitro(s): Eric Otogo-Castane |

| 7 de julio de 2019, 18:00 | Madagascar                            | 2:2 (2:2, 1:1) (t. s.)(4:2 p.) | República Democrática del Congo        | Estadio de Alejandría, Alejandría                               |                                                                 |
|                           | Amada 9' · Andriatsima 77'            | Reporte                        | Bakambu 21' · Mbemba 90'               | Asistencia: 5890 espectadores Árbitro(s): Noureddine El Jaafari | Asistencia: 5890 espectadores Árbitro(s): Noureddine El Jaafari |
|                           |                                       | Tiros desde el punto penal     |                                        |                                                                 |                                                                 |
|                           | Amada · Métanire · Fontaine · Mombris |                                | Tisserand · Bakambu · M'Poku · Bolasie |                                                                 |                                                                 |

| 7 de julio de 2019, 21:00 | Argelia                              | 3:0 (1:0) | Guinea | Estadio 30 de Junio, El Cairo                             |                                                           |
|                           | Belaïli 24' · Mahrez 57' · Ounas 82' | Reporte   |        | Asistencia: 8205 espectadores Árbitro(s): Bernard Camille | Asistencia: 8205 espectadores Árbitro(s): Bernard Camille |

| 8 de julio de 2019, 19:00 | Malí | 0:1 (0:0) | Costa de Marfil | Estadio de Suez, Suez                                   |                                                         |
|                           |      | Reporte   | Zaha 76'        | Asistencia: 7672 espectadores Árbitro(s): Janny Sikazwe | Asistencia: 7672 espectadores Árbitro(s): Janny Sikazwe |

| 8 de julio de 2019, 21:00 | Ghana                                          | 1:1 (1:1, 0:0) (t. s.)(4:5 p.) | Túnez                                   | Estadio de Ismailia, Ismailía                          |                                                        |
|                           | Bedoui 90+2' (a.g.)                            | Reporte                        | Khenissi 73'                            | Asistencia: 8890 espectadores Árbitro(s): Víctor Gomes | Asistencia: 8890 espectadores Árbitro(s): Víctor Gomes |
|                           |                                                | Tiros desde el punto penal     |                                         |                                                        |                                                        |
|                           | Wakaso · J. Ayew · Ekuban · Agbenyenu · Partey |                                | Sliti · Khazri · Bronn · Meriah · Sassi |                                                        |                                                        |

### Cuartos de final
| 10 de julio de 2019, 19:00 | Senegal   | 1:0 (0:0) | Benín | Estadio 30 de Junio, El Cairo                                                  |                                                                                |
|                            | Gueye 70' | Reporte   |       | Asistencia: 5798 espectadores Árbitro(s): Mustapha Ghorbal VAR: Pol van Boekel | Asistencia: 5798 espectadores Árbitro(s): Mustapha Ghorbal VAR: Pol van Boekel |

| 10 de julio de 2019, 21:00 | Nigeria                          | 2:1 (1:0) | Sudáfrica | Estadio Internacional, El Cairo                                               |                                                                               |
|                            | Chukwueze 27' · Troost-Ekong 89' | Reporte   | Zungu 71' | Asistencia: 48 343 espectadores Árbitro(s): Rédouane Jiyed VAR: Benoît Millot | Asistencia: 48 343 espectadores Árbitro(s): Rédouane Jiyed VAR: Benoît Millot |

| 11 de julio de 2019, 19:00 | Costa de Marfil                       | 1:1 (1:1, 0:1) (t. s.)(3:4 p.) | Argelia                                         | Estadio de Suez, Suez                                                               |                                                                                     |
|                            | Kodjia 62'                            | Reporte                        | Feghouli 20'                                    | Asistencia: 8233 espectadores Árbitro(s): Bamlak Tessema Weyesa VAR: Bakary Gassama | Asistencia: 8233 espectadores Árbitro(s): Bamlak Tessema Weyesa VAR: Bakary Gassama |
|                            |                                       | Tiros desde el punto penal     |                                                 |                                                                                     |                                                                                     |
|                            | Kessie · Cornet · Bony · Gradel · Dié |                                | Bensebaini · Slimani · Delort · Ounas · Belaïli |                                                                                     |                                                                                     |

| 11 de julio de 2019, 21:00 | Madagascar | 0:3 (0:0) | Túnez                                | Estadio Al-Salam, El Cairo                                                 |                                                                            |
|                            |            | Reporte   | Sassi 52' · Msakni 60' · Sliti 90+3' | Asistencia: 7568 espectadores Árbitro(s): Alioum Alioum VAR: Benoît Millot | Asistencia: 7568 espectadores Árbitro(s): Alioum Alioum VAR: Benoît Millot |

### Semifinal
| 14 de julio de 2019, 18:00 | Senegal           | 1:0 (0:0, 0:0) (t. s.) | Túnez | Estadio 30 de Junio, El Cairo                                                      |                                                                                    |
|                            | Bronn 100' (a.g.) | Reporte                |       | Asistencia: 9143 espectadores Árbitro(s): Bamlak Tessema Weyesa VAR: Benoît Millot | Asistencia: 9143 espectadores Árbitro(s): Bamlak Tessema Weyesa VAR: Benoît Millot |

| 14 de julio de 2019, 21:00 | Argelia                                | 2:1 (1:0) | Nigeria           | Estadio Internacional, El Cairo                                                |                                                                                |
|                            | Troost-Ekong 40' (a.g.) · Mahrez 90+5' | Reporte   | Ighalo 72' (pen.) | Asistencia: 49 775 espectadores Árbitro(s): Bakary Gassama VAR: Pol van Boekel | Asistencia: 49 775 espectadores Árbitro(s): Bakary Gassama VAR: Pol van Boekel |

### Tercer puesto
| 17 de julio de 2019, 21:00 | Túnez | 0:1 (0:1) | Nigeria   | Estadio Al-Salam, El Cairo                                                 |                                                                            |
|                            |       | Reporte   | Ighalo 3' | Asistencia: 6340 espectadores Árbitro(s): Ghead Grisha VAR: Pol van Boekel | Asistencia: 6340 espectadores Árbitro(s): Ghead Grisha VAR: Pol van Boekel |

### Final
| 19 de julio de 2019, 21:00 | Senegal | 0:1 (0:1) | Argelia      | Estadio Internacional, El Cairo                                              |                                                                              |
|                            |         | Reporte   | Bounedjah 2' | Asistencia: 75 000 espectadores Árbitro(s): Alioum Alioum VAR: Benoît Millot | Asistencia: 75 000 espectadores Árbitro(s): Alioum Alioum VAR: Benoît Millot |

|                            |
| Bandera de Argelia         |
| Campeón Argelia 2.º título |

## Estadísticas
| Jugador                 | Goles | PJ |
| ----------------------- | ----- | -- |
| Odion Ighalo            | 5     |    |
| Adam Ounas              | 3     |    |
| Riyad Mahrez            | 3     |    |
| Cédric Bakambu          | 3     |    |
| Sadio Mané              | 3     |    |
| Youcef Belaïli          | 2     |    |
| Mickaël Poté            | 2     |    |
| Stéphane Bahoken        | 2     |    |
| Wilfried Zaha           | 2     |    |
| Jonathan Kodjia         | 2     |    |
| Michael Olunga          | 2     |    |
| Ahmed Al-Muhammadi      | 2     |    |
| Mohamed Salah           | 2     |    |
| Jordan Ayew             | 2     |    |
| Mohamed Yattara         | 2     |    |
| Carolus Andriamatsinoro | 2     |    |
| Youssef En-Nesyri       | 2     |    |
| Bongani Zungu           | 2     |    |
| Youssef Msakni          | 2     |    |
| Emmanuel Okwi           | 2     |    |

| Lista completa          | Lista completa | Lista completa |
| Jugador                 | Goles          | PJ             |
| ----------------------- | -------------- | -------------- |
| Djalma Campos           | 1              |                |
| Baghdad Bounedjah       | 1              |                |
| Islam Slimani           | 1              |                |
| Sofiane Feghouli        | 1              |                |
| Moise Adilehou          | 1              |                |
| Yaya Banana             | 1              |                |
| Clinton N'Jie           | 1              |                |
| Max Gradel              | 1              |                |
| Serey Dié               | 1              |                |
| Maxwel Cornet           | 1              |                |
| Britt Assombalonga      | 1              |                |
| Jonathan Bolingi        | 1              |                |
| Chancel Mbemba          | 1              |                |
| Trézéguet               | 1              |                |
| André Ayew              | 1              |                |
| Thomas Partey           | 1              |                |
| Sory Kaba               | 1              |                |
| François Kamano         | 1              |                |
| Johanna Omolo           | 1              |                |
| Anicet Andrianantenaina | 1              |                |
| Marco Ilaimaharitra     | 1              |                |
| Lalaina Nomenjanahary   | 1              |                |
| Ibrahim Amada           | 1              |                |
| Faneva Imà Andriatsima  | 1              |                |
| Abdoulay Diaby          | 1              |                |
| Moussa Marega           | 1              |                |
| Adama Noss Traoré       | 1              |                |
| Adama Traoré            | 1              |                |
| Diadie Samassékou       | 1              |                |
| Amadou Haidara          | 1              |                |
| Mbark Boussoufa         | 1              |                |
| Moctar Sidi El Hacen    | 1              |                |
| Joslin Kamatuka         | 1              |                |
| Kenneth Omeruo          | 1              |                |
| Alex Iwobi              | 1              |                |
| Samuel Chukwueze        | 1              |                |
| William Troost-Ekong    | 1              |                |
| Keita Baldé             | 1              |                |
| Krépin Diatta           | 1              |                |
| Ismaïla Sarr            | 1              |                |
| Idrissa Gueye           | 1              |                |
| Thembinkosi Lorch       | 1              |                |
| Simon Msuva             | 1              |                |
| Mbwana Samatta          | 1              |                |
| Wahbi Khazri            | 1              |                |
| Taha Yassine Khenissi   | 1              |                |
| Ferjani Sassi           | 1              |                |
| Naïm Sliti              | 1              |                |
| Patrick Kaddu           | 1              |                |
| Khama Billiat           | 1              |                |

| Jugador         | Asistencias | PJ |
| --------------- | ----------- | -- |
| Franck Kessié   | 3           |    |
| Islam Slimani   | 2           |    |
| Ismaël Bennacer | 2           |    |
| Baba Rahman     | 2           |    |
| Moussa Doumbia  | 2           |    |
| Moses Simon     | 2           |    |
| Lamine Gassama  | 2           |    |
| Farouk Miya     | 2           |    |

| Lista completa          | Lista completa | Lista completa |
| Jugador                 | Asistencias    | PJ             |
| ----------------------- | -------------- | -------------- |
| Sofiane Feghouli        | 1              |                |
| Adam Ounas              | 1              |                |
| Baghdad Bounedjah       | 1              |                |
| Youcef Atal             | 1              |                |
| Rami Bensebaini         | 1              |                |
| Cebio Soukou            | 1              |                |
| Jodel Dossou            | 1              |                |
| Karl Toko Ekambi        | 1              |                |
| Christian Bassogog      | 1              |                |
| Stéphane Bahoken        | 1              |                |
| Max Gradel              | 1              |                |
| Jean-Philippe Gbamin    | 1              |                |
| Jonathan Kodjia         | 1              |                |
| Wilfried Zaha           | 1              |                |
| Ayman Ashraf            | 1              |                |
| Trézéguet               | 1              |                |
| Kasim Nuhu              | 1              |                |
| Amadou Diawara          | 1              |                |
| Ayub Masika             | 1              |                |
| Eric Johana Omondi      | 1              |                |
| Carolus Andriamatsinoro | 1              |                |
| Pascal Razakanantenaina | 1              |                |
| Lalaina Nomenjanahary   | 1              |                |
| Romain Métanire         | 1              |                |
| Adama Noss Traoré       | 1              |                |
| Diadie Samassékou       | 1              |                |
| Nordin Amrabat          | 1              |                |
| Ola Aina                | 1              |                |
| Ahmed Musa              | 1              |                |
| Kenneth Omeruo          | 1              |                |
| Odion Ighalo            | 1              |                |
| Issama Mpeko            | 1              |                |
| Ngonda Muzinga          | 1              |                |
| Elia Meschack           | 1              |                |
| Idrissa Gueye           | 1              |                |
| M'Baye Niang            | 1              |                |
| Sadio Mané              | 1              |                |
| Percy Tau               | 1              |                |
| Lebo Mothiba            | 1              |                |
| Percy Tau               | 1              |                |
| Wajdi Kechrida          | 1              |                |
| Wahbi Khazri            | 1              |                |
| Youssef Msakni          | 1              |                |

| Jugador              | Rival     | Anotado · Autogol | PJ |
| -------------------- | --------- | ----------------- | -- |
| Itamunua Keimuine    | Marruecos | 1                 |    |
| Rami Bedoui          | Ghana     | 1                 |    |
| Dylan Bronn          | Senegal   | 1                 |    |
| William Troost-Ekong | Argelia   | 1                 |    |

### Clasificación general
La clasificación general indica la posición que ocupó cada selección al finalizar el torneo. El rendimiento se obtiene de la relación entre los puntos obtenidos y los partidos jugados por las selecciones y se expresa en porcentajes. La tabla se divide según la fase alcanzada por cada país.
Si algún partido de la segunda fase se definió mediante tiros de penal, el resultado final del juego se considera como empate.

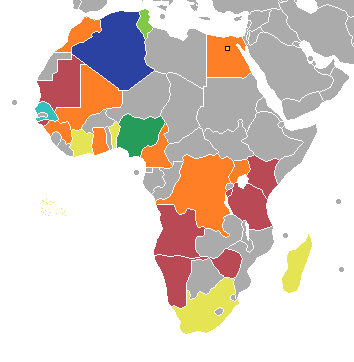
Países participantes según la fase alcanzada en el torneo.
Ganador
Subcampeón
Tercer lugar
Cuarto lugar
Cuartos de final
Octavos de final
Fase de grupos

| Ganador Subcampeón Tercer lugar | Cuarto lugar Cuartos de final | Octavos de final Fase de grupos |

| Pos. | Selección       | Pts. | PJ | PG | PE | PP | GF | GC | DG | Rend. |
| ---- | --------------- | ---- | -- | -- | -- | -- | -- | -- | -- | ----- |
| 1    | Argelia         | 19   | 7  | 6  | 1  | 0  | 13 | 2  | 11 | 90.4% |
| 2    | Senegal         | 15   | 7  | 5  | 0  | 2  | 8  | 2  | 6  | 71.4% |
| 3    | Nigeria         | 15   | 7  | 5  | 0  | 2  | 9  | 7  | 2  | 71.4% |
| 4    | Túnez           | 7    | 7  | 1  | 4  | 2  | 6  | 5  | 1  | 33.3% |
| 5    | Costa de Marfil | 10   | 5  | 3  | 1  | 1  | 7  | 3  | 4  | 66.6% |
| 6    | Madagascar      | 8    | 5  | 2  | 2  | 1  | 7  | 7  | 0  | 53.3% |
| 7    | Sudáfrica       | 6    | 5  | 2  | 0  | 3  | 3  | 4  | –1 | 40%   |
| 8    | Benín           | 4    | 5  | 0  | 4  | 1  | 3  | 4  | –1 | 26.6% |
| 9    | Marruecos       | 10   | 4  | 3  | 1  | 0  | 4  | 1  | 3  | 83.3% |
| 10   | Egipto          | 9    | 4  | 3  | 0  | 1  | 5  | 1  | 4  | 75%   |
| 11   | Malí            | 7    | 4  | 2  | 1  | 1  | 6  | 3  | 3  | 58.3% |
| 12   | Ghana           | 6    | 4  | 1  | 3  | 0  | 5  | 3  | 2  | 50%   |
| 13   | Camerún         | 5    | 4  | 1  | 2  | 1  | 4  | 3  | 1  | 41.6% |
| 14   | RD Congo        | 4    | 4  | 1  | 1  | 2  | 6  | 6  | 0  | 33.3% |
| 15   | Uganda          | 4    | 4  | 1  | 1  | 2  | 3  | 4  | –1 | 33.3% |
| 16   | Guinea          | 4    | 4  | 1  | 1  | 2  | 4  | 6  | –2 | 33.3% |
| 17   | Kenia           | 3    | 3  | 1  | 0  | 2  | 3  | 7  | –4 | 33.3% |
| 18   | Angola          | 2    | 3  | 0  | 2  | 1  | 1  | 2  | –1 | 22.2% |
| 19   | Mauritania      | 2    | 3  | 0  | 2  | 1  | 1  | 4  | –3 | 22.2% |
| 20   | Guinea-Bisáu    | 1    | 3  | 0  | 1  | 2  | 0  | 4  | –4 | 11.1% |
| 21   | Zimbabue        | 1    | 3  | 0  | 1  | 2  | 1  | 6  | –5 | 11.1% |
| 22   | Burundi         | 0    | 3  | 0  | 0  | 3  | 0  | 4  | –4 | 0%    |
| 23   | Namibia         | 0    | 3  | 0  | 0  | 3  | 1  | 6  | –5 | 0%    |
| 24   | Tanzania        | 0    | 3  | 0  | 0  | 3  | 2  | 8  | –6 | 0%    |

## Premios y reconocimientos

### Jugador del partido
Al culminar cada encuentro el Grupo de Estudio Técnico del torneo elige a un jugador como el mejor del partido. El premio es entregado por el patrocinador titular de la Copa Africana 2019 y se denominó oficialmente Total Man of the Match.
| Primera fase - 1.ª jornada | Primera fase - 1.ª jornada | Primera fase - 2.ª jornada | Primera fase - 2.ª jornada | Primera fase - 3.ª jornada | Primera fase - 3.ª jornada | Segunda Fase            | Segunda Fase |
| Jugador                    | Partido                    | Jugador                    | Partido                    | Jugador                    | Partido                    | Jugador                 | Partido      |
| -------------------------- | -------------------------- | -------------------------- | -------------------------- | -------------------------- | -------------------------- | ----------------------- | ------------ |
| Mahmoud Alaa               | 1:0                        | Khama Billiat              | 1:1                        | Ahmed Al-Muhammadi         | 0:2                        | Stéphane Sessegnon      | 1:1 (1:4)    |
| Emmanuel Okwi              | 0:2                        | Trézéguet                  | 2:0                        | Cédric Bakambu             | 0:4                        | Idrissa Gueye           | 0:1          |
| Wilfred Ndidi              | 1:0                        | Kenneth Omeruo             | 1:0                        | Carolus Andriamatsinoro    | 2:0                        | Odion Ighalo            | 3:2          |
| Anicet Andrianantenaina    | 2:2                        | Marco Ilaimaharitra        | 1:0                        | Mohamed Yattara            | 0:2                        | Thembinkosi Lorch       | 0:1          |
| Krépin Diatta              | 2:0                        | Ismaël Bennacer            | 0:1                        | Sadio Mané                 | 0:3                        | Anicet Andrianantenaina | 2:2 (4:2)    |
| Ismaël Bennacer            | 2:0                        | Michael Olunga             | 3:2                        | Adam Ounas                 | 0:3                        | Riyad Mahrez            | 3:0          |
| Mbark Boussoufa            | 1:0                        | Nordin Amrabat             | 1:0                        | Mbark Boussoufa            | 0:1                        | Moussa Marega           | 0:1          |
| Serge Aurier               | 1:0                        | Percy Tau                  | 1:0                        | Serey Dié                  | 1:4                        | Wakaso Mubarak          | 1:1 (4:5)    |
| Wahbi Khazri               | 1:1                        | Moussa Marega              | 1:1                        | Moustapha Diaw             | 0:0                        | Idrissa Gueye           | 1:0          |
| Abdoulay Diaby             | 4:1                        | Jacinto Muondo Dala        | 0:0                        | Amadou Haidara             | 0:1                        | Samuel Chukwueze        | 2:1          |
| André Zambo Anguissa       | 2:0                        | André Zambo Anguissa       | 0:0                        | Pierre Kunde               | 0:0                        | Sylvain Gbohouo         | 1:1 (3:4)    |
| Jordan Ayew                | 2:2                        | Piqueti                    | 0:0                        | Wakaso Mubarak             | 0:2                        | Ferjani Sassi           | 0:3          |
|                            |                            |                            |                            |                            |                            | Alfred Gomis            | 1:0          |
|                            |                            |                            |                            |                            |                            | Riyad Mahrez            | 2:1          |
|                            |                            |                            |                            |                            |                            | William Troost-Ekong    | 0:1          |
|                            |                            |                            |                            |                            |                            | Raïs M'Bolhi            | 0:1          |